# ウルトラヒロイン
ウルトラヒロインは、テレビ東京で2005年7月4日～2005年9月26日まで放送されていた深夜バラエティ番組で、「ヒロインシリーズ」の第1弾。メインスポンサーはフォーサイド・ドット・コム（ただし、放送開始後の1か月はGENKIもスポンサーに入っていた）。製作は ザ・ワークス。放送時間は毎週月曜日深夜2時～深夜2時30分。
テレビ北海道では2005年10月27日～2006年1月26日まで木曜深夜1時～1時30分に、TVQ九州放送では2009年1月6日～2009年3月30日まで火曜深夜1時53分～2時23分に放送されていた（ただしスポンサーはローカルセース）。

## 概要
金剛地武志が番組全体の進行役（ナレーションも兼任）を担当し、グラビアアイドルのDVD製作に密着したドキュメンタリーをオンエアするというもの。番組で放送された映像は後にDVD化されている。
番組のロケ地には都内のほか、ホテルサンバレー那須(栃木県)、勝浦、鴨川、安房小湊(千葉県)、新江ノ島水族館（神奈川県）などが使われた。

## 番組に出演したアイドル(ヒロイン)(五十音順)

### あ
- 石井めぐる
- 石田未来
- 磯山さやか
- 大城美和
- 小倉優子

### か
- 海江田純子
- 加藤美佳
- 熊田曜子
- 後藤ゆきこ
- 近野成美

### さ
- 桜木睦子
- 佐野夏芽
- 島本里沙

### な
- 長澤奈央
- 夏川純

### は
- 浜田翔子
- 星野飛鳥

### や
- 安田美沙子
- 安めぐみ
- 優木まおみ

### ら
- 類家明日香